# Universiteit van Frankfurt
De Goethe-Universiteit (Duits, voluit: Johann-Wolfgang-Goethe-Universität Frankfurt am Main) is een universiteit in de Duitse stad Frankfurt am Main. Met 40.000 studenten (wintersemester 2011/12) is het een van de grootste universiteiten van Duitsland.
De universiteit werd in 1914 gesticht op initiatief van het stadsbestuur en financieel ondersteund door plaatselijke industriëlen. De instelling ontwikkelde zich na de Eerste Wereldoorlog snel en verwierf onder meer bekendheid met het Institut für Sozialforschung, dat in 1923 werd opgericht en de Frankfurter Schule zou voortbrengen.
De instelling draagt sinds 1932 de naam van Johann Wolfgang von Goethe.

## Structuur
De universiteit is onderverdeeld in zestien vakgebieden (Fachbereiche):
1. Rechtswetenschap (Rechtswissenschaft)
2. Economische wetenschappen (Wirtschaftswissenschaften)
3. Sociale wetenschappen (Gesellschaftswissenschaften)
4. Pedagogische wetenschappen (Erziehungswissenschaften)
5. Psychologie en sportwetenschappen (Psychologie und Sportwissenschaften)
6. Lutherse theologie (Evangelische Theologie)
7. Katholieke theologie (Katholische Theologie)
8. Filosofie en historische wetenschappen (Philosophie und Geschichtswissenschaften)
9. Taal- en cultuurwetenschappen (Sprach- und Kulturwissenschaften)
10. Moderne talen (Neuere Philologien)
11. Geowetenschappen / geografie (Geowissenschaften / Geographie)
12. Informatica en wiskunde (Informatik und Mathematik)
13. Natuurkunde (Physik)
14. Biochemie, scheikunde en farmacie (Biochemie, Chemie und Pharmazie)
15. Biowetenschappen (Biowissenschaften)
16. Geneeskunde (Medizin)

Aken · Augsburg · Bamberg: Otto-Friedrich · Bayreuth · Berlijn (Vrije Universiteit · Humboldt · Technische Universiteit · Kunsten) · Bielefeld · Bochum · Bonn · Braunschweig · Bremen (Universiteit Bremen · Jacobs University) · Chemnitz · Clausthal · Cottbus-Brandenburg · Darmstadt · Dortmund · Dresden · Duisburg-Essen · Düsseldorf: Heinrich Heine · Eichstätt-Ingolstadt · Erfurt · Erlangen-Neurenberg: Friedrich-Alexander · Frankfurt am Main · Frankfurt an der Oder: Europa · Freiberg · Freiburg · Gießen · Göttingen: Georg August · Greifswald: Ernst Moritz Arndt · Hagen · Halle-Wittenberg: Martin Luther · Heidelberg: Ruprecht Karls · Hamburg (Hamburg · HafenCity · Hamburg-Harburg · Helmut Schmidt) · Hannover (Hannover · Medische Hogeschool) · Hildesheim · Hohenheim · Ilmenau · Jena: Friedrich Schiller · Kaiserslautern · Karlsruhe · Kassel · Keulen · Duitse Sporthogeschool Keulen · Kiel: Christian Albrechts · Koblenz-Landau · Konstanz · Leipzig · Lübeck · Lüneburg: Leuphana · Magdeburg: Otto von Guericke · Mainz: Johannes Gutenberg · Mannheim · Marburg: Philipps · München (Ludwig Maximilians · Technische Universiteit · Oekraïense Vrije Universiteit · Universiteit van het Bondsleger) · Münster · Oldenburg: Carl von Ossietzky · Osnabrück · Paderborn · Passau · Potsdam · Regensburg · Reutlingen · Rostock · Saarbrücken · Siegen · Stuttgart · Trier · Tübingen: Eberhard-Karls · Ulm · Vechta · Weimar: Bauhaus · Witten: Herdecke · Wuppertal · Würzburg: Julius Maximilians